# جو كوكي
جو كوكي (بالإنجليزية: Joe Cooke)‏ (15 فبراير 1955 بدومينيكا - ) هو لاعب كرة قدم دومينيكي في مركز الدفاع. لعب مع أكسفورد يونايتد وبرادفورد سيتي ونادي إكزتر سيتي ونادي بيتربورو يونايتد ونادي روتشديل ونادي ريكسهام.

## وصلات خارجية
- جو كوكي على موقع قاعدة بيانات كرة القدم.إي يو (الإنجليزية)